# Golden Eagle Square Plaza
Il Golden Eagle Square Plaza è un complesso edilizio costituito da tre grattacielo situato a Nanchino, in Cina.
La costruzione è iniziata nel 2013 ed è stata completata nel 2019.
Il complesso si articola in tre edifici principali:
- Golden Eagle Tiandi Tower A è il grattacielo più alto del complesso con un'altezza 368,1 metri ed è anche il secondo edificio più alto di Nanchino. Ha 76 piani che ospitano uffici e camere d'albergo.
- Golden Eagle Tiandi Tower B è alto 328 metri e ha 68 piani, che sono esclusivamente utilizzati per ospitare uffici.
- Golden Eagle Tiandi Tower C è alta 300 metri e dispone di 60 piani, che sono anch'essi adibiti ad uffici.